# هنري كارلسون
هنري كارلسون (بالسويدية: Henry Carlsson)‏ (و. 1917 – 1999 م) هو لاعب كرة قدم، ومدرب كرة قدم، من السويد، ولد في فالشوبنغ، شارك في الألعاب الأولمبية الصيفية 1948، يلعب كمهاجم، توفي في السويد، عن عمر يناهز 82 عاماً.

## وصلات خارجية
- هنري كارلسون على موقع ناشيونال فوتبول تيمز (الإنجليزية)
- هنري كارلسون على موقع أوليمبيديا (الإنجليزية)
- هنري كارلسون على موقع اللجنة الأولمبية السويدية (السويدية)

- هنري كارلسون على موقع IMDb (الإنجليزية)